# Jon Anderson
Jon Roy Anderson (Accrington, Lancashire, Inglaterra, 25 de octubre de 1944), más conocido como Jon Anderson, es un cantante, compositor y músico inglés. Es fundador del grupo de rock progresivo británico Yes, además de su trabajo como solista y con Vangelis (dúo Jon and Vangelis). También colaboró con Mike Oldfield en el Álbum «Crises». Además, se editó el sencillo «Shine», con «The path» como lado B (1986). En el citado álbum, fue el vocalista en «In High Places».

## Primeros años
Anderson nació en el pueblo de Accrington, en Lancashire, Reino Unido. Es hijo de Albert y Kathleen Anderson. Asistió de pequeño a la St. John's Infants School, en Accrington, y comenzó sus primeros ensayos musicales a temprana edad, tocando la tabla de lavar en Little John's Skiffle Group, donde interpretaban canciones de Lonnie Donegan, entre otros.
Abandonó la escuela a los 15 años, y realizó una serie de trabajos variados, incluidos el de peón de granja, el de conductor de camiones y el de lechero.

## Carrera musical
En 1962, Anderson se unió a The Warriors (también conocido como The Electric Warriors), donde él y su hermano compartían el rol de vocalista líder. Abandonó esta banda en 1967.

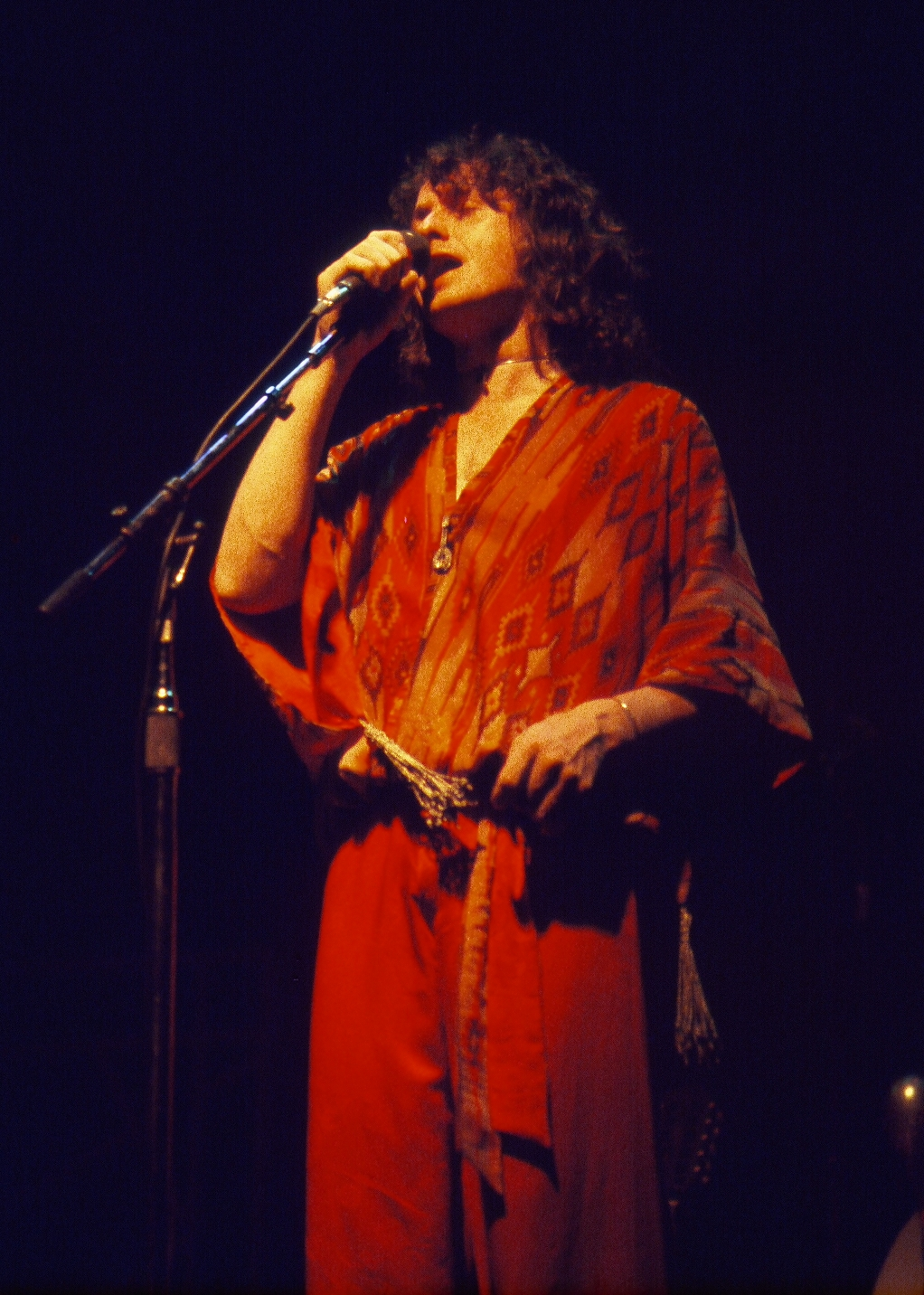
Jon Anderson cantando en concierto con Yes, en 1977.

En 1968 editó dos simples como solista, cantó brevemente en las bandas The Gun y The Open Mind, y en el verano de ese año se unió a un grupo llamado Mabel Greer's Toyshop, que también lo formaban el bajista Chris Squire y el guitarrista Peter Banks. Anderson encabezó esta banda, pero terminó abandonando el grupo antes de que terminara el verano.
Anderson, Squire y Banks deciden formar el grupo Yes, con Bill Bruford como baterista y Tony Kaye como teclista. Su álbum debut fue editado en 1969.

## Estilo
La voz de Anderson es a menudo descrita como «angelical». Él mismo considera que posee un registro de voz de contratenor, capaz de alcanzar notas muy altas sin caer en el falsete, mientras mantiene la suavidad que se asocia constantemente a su voz. Incluso durante interpretaciones en vivo, tales como las registradas e incluidas en el álbum Yessongs, Anderson nunca cae en el falsete, como sí lo hacen frecuentemente muchos otros cantantes en actuaciones en vivo para conservar su fuerza vocal.
Como vocalista ha trabajado para King Crimson (Lizard, 1970), Johnny Harris (All To Bring You Morning, 1971), Vangelis (Heaven and Hell, 1975), Alan White (Ramshackled, 1976), Rick Wakeman (1984, 1981), Mike Oldfield (Crises, 1983, y el tema «Shine», 1986), Giorgio Moroder (Music From The Film Metrópolis, 1984), John Paul Jones (Music From The Film Scream For Help, 1985), Tangerine Dream (Music From The Film Legend, 1986), Stanislav Syrewicz (Music From The Film Biggles Adventures In Time, 1986), Gowan (Great Dirty World, 1987), Toto (The Seventh One, 1988), Jonathan Elias (Requiem For The Americas, 1989), Kitarō (Dream, 1992), Charlie Bisharat (Along The Amazon, 1993), London Philharmonic Orchestra (Symphonic Music of Yes, 1993), Ayman (Dancing with My Soul, 1994), Milton Nascimento (Angelus, 1994), Cielo y Tierra (Heaven And Earth, 1996), 4Him (Streams, 1999), Steve Howe (Portraits Of Bob Dylan, 1999), Béla Fleck & The Flecktones (Outbound, 2000), Eduardo Márquez del Signore (Captivated, 2000), Carvin Knowles (In Elven Lands / The Fellowship) y Dream Theater (Systematic Chaos, 2007), Peter Machajdik (Namah, 2008).

## Discografía
- Solista:
  - Olias of Sunhillow (1976),
  - Song of Seven (1980),
  - Animation (1982),
  - 3 Ships (1985),
  - In The City of Angels (1988),

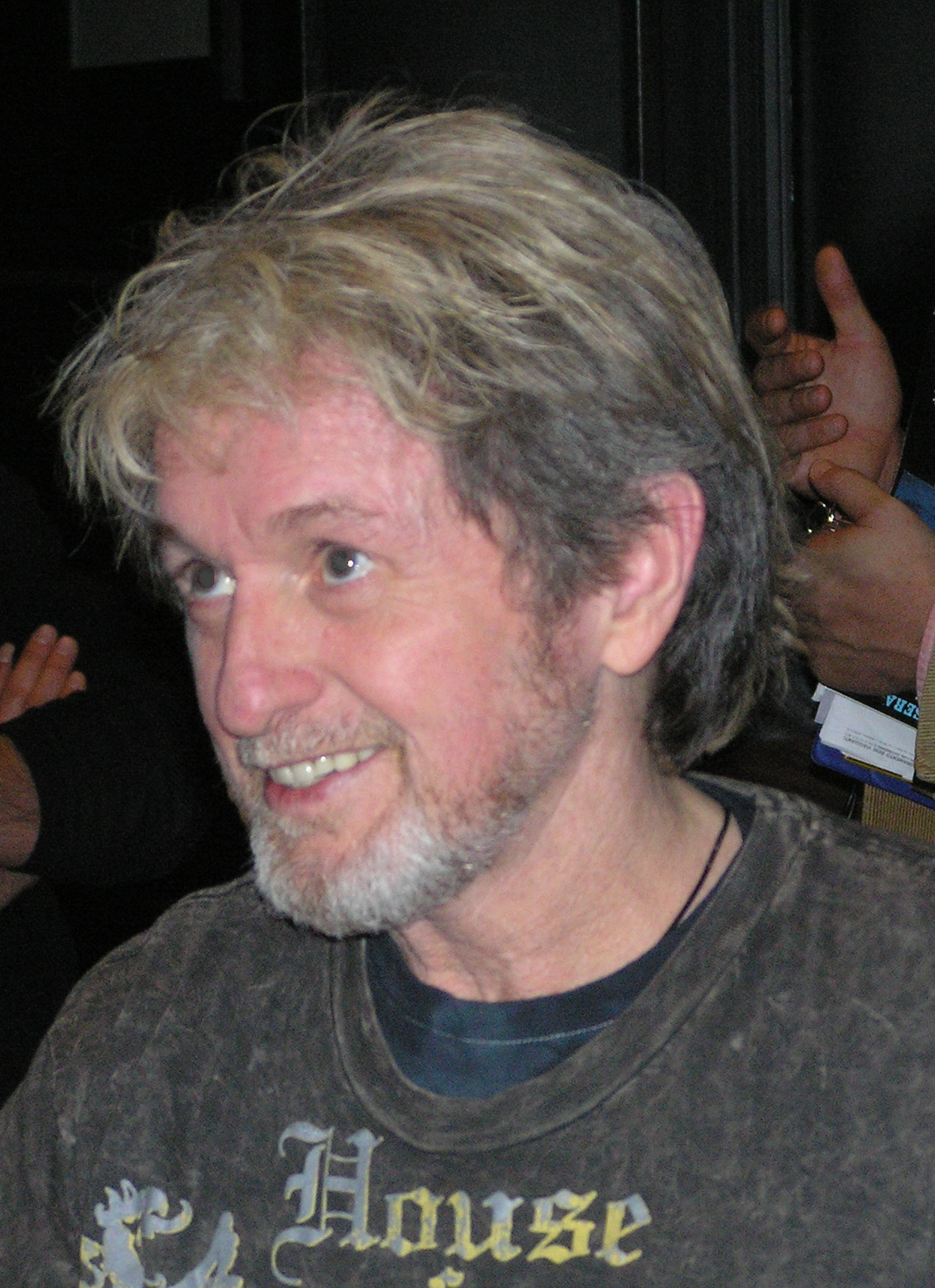
En Vicenza, en noviembre de 2007

  - The Best of South America (1994),
  - Deseo (1994),
  - Change We Must (1994),
  - Angels Embrace (1995),
  - Toltec (1996),
  - Lost Tapes of Opio (1996),
  - The Promise Ring (1997),
  - Earth Mother Earth (1997),
  - The More You Know (1998),
  - Survival And Other Stories (2010),
  - 1000 Hands: Chapter One (2019),
  - True (2024)

- Con Vangelis (Jon and Vangelis):
  - Short Stories (1980),
  - The Friends of Mr. Cairo (1981),
  - Private Collection (1983),
  - The Best of Jon & Vangelis (1984),
  - Page of Life (1991),
  - Chronicles (1994).

- Con Mike Oldfield (Crises):
  - In High Places (1983)
- (The Platinum Collection):
  - Shine (2006)

- Con Kitarō:
  - Dream (1992).

- Con Rick Wakeman (Anderson/Wakeman):
  - The Living Tree (2010),
  - The Living Tree: In Concert (Part One) (2011).

- Con Jean Luc Ponty (Anderson Ponty Band):
  - Better Late Than Never (2015).

- Con Roine Stolt (Anderson/Stolt):
  - Invention of Knowledge (2016).